# Strada europea E54
La E54 è una strada europea che collega Parigi a Monaco di Baviera. Come si evince dalla numerazione, si tratta di una strada intermedia con direzione ovest-est.

## Percorso
La E54 è definita con i seguenti capisaldi di itinerario: "Parigi - Chaumont - Mulhouse - Basilea - Waldshut - Lindau - Monaco di Baviera".